# Bataille de Petsamo
Batailles
Front de l’Est

Prémices :
- Campagne de Pologne
- Guerre d’Hiver

Guerre germano-soviétique :
- 1941 : L'invasion de l'URSS

- Opération Barbarossa

Front nord : 
- Guerre de Continuation
- Opération Silberfuchs
- Siège de Léningrad

Front central : 
- 2e bataille de Brest-Litovsk
- Bataille de Białystok–Minsk
- 1re bataille de Smolensk
- Bataille de Kiev

Front sud : 
- Siège d'Odessa
- Campagne de Crimée

- 1941-1942 : La contre-offensive soviétique

Front nord : 
- Poche de Demiansk
- Poche de Kholm

Front central : 
- Bataille de Moscou

Front sud : 
- Seconde bataille de Kharkov

- 1942-1943 : De Fall Blau à 3e Kharkov

Front nord : 
- Offensive de Siniavino
- Opération Iskra
- Bataille de Krasny Bor
- Opération Poliarnaïa Zvezda

Front central : 
- Opération Mars

Front sud : 
- Bataille du Caucase (opération Fall Blau)
- Bataille de Stalingrad
- Opération Uranus
- Opération Saturne
- Offensive d'Ostrogojsk-Rossoch
- Offensive de Voronej-Kastornoe
- Opération Gallop
- Opération Étoile
- Troisième bataille de Kharkov

- 1943-1944 : Libération de l'Ukraine et de la Biélorussie

Front central : 
- 2e bataille de Smolensk
- Opération Bagration

Front sud : 
- Bataille de Koursk
- Bataille du Dniepr
- Offensive Dniepr-Carpates
- Offensive de Crimée
- Offensive de Lvov-Sandomir

- 1944-1945 : Campagnes d'Europe centrale et d'Allemagne

Allemagne : 
- Offensive Vistule-Oder
- Offensive de Poméranie orientale
- Siège de Breslau
- Offensive de Prusse-Orientale
- Bataille de Königsberg
- Bataille de Seelow
- Bataille de Bautzen
- Bataille de Berlin
- Capitulation allemande

Front nord et Finlande : 
- Guerre de Laponie
- Offensive Leningrad-Novgorod
- Bataille de Narva

Europe orientale : 
- Opération Margarethe
- Insurrection de Varsovie
- Soulèvement national slovaque
- Opération Panzerfaust
- Bataille de Budapest
- Opération Frühlingserwachen
- Offensive de Vienne
- Insurrection de Prague
- Offensive de Prague
- Bataille de Slivice

Front d’Europe de l’Ouest

Campagnes d'Afrique, du Moyen-Orient et de Méditerranée

Bataille de l’Atlantique

Guerre du Pacifique

Guerre sino-japonaise

Théâtre américain
La bataille de Petsamo désigne une offensive de l'Armée rouge contre la Finlande dans le nord de la Finlande.

## Histoire
Les troupes finlandaises dans le secteur se composaient de la 10e compagnie à Parkkina et de la 5e batterie composée de quatre canons de campagne de 76 mm à Liinakhamari. Les troupes faisaient partie du Groupe de Laponie de l'armée finlandaise qui avait son siège à Rovaniemi. Le groupe a été renforcé avec la 11e compagnie et la 3e compagnie. Dont environ 900 hommes avec leur commandant Capitaine Antti Pennanen.
L'Union soviétique se composait de la 14e armée dans la péninsule de Kola. L'armée se composait de trois divisions, la 104e, 52e et 14e, soit 52 500 hommes. Seules les 104e et 52e divisions ont pris part aux opérations sur le terrain à Petsamo, la 14e occupait le port de Liinakhamari. Les Soviétiques avaient une supériorité écrasante dans la région, mais la plupart des troupes soviétiques se préparaient à se battre contre un éventuel débarquement franco-britannique près de Mourmansk et ne participaient pas au combat contre la Finlande.
Des éléments de la 104e division ont franchi la frontière le 30 novembre 1939 et occupé la partie finlandaise de la péninsule de Rybatchi. Le 242e régiment d'infanterie de la 104e division a atteint Parkkina le 1er décembre. Les troupes finlandaises se sont retirées à Louostari. La 52e division a été déplacée à Petsamo par bateau. La 52e a repris l'attaque et repoussa le détachement de Pennanen jusqu'à Höyhenjärvi et jusqu'à l'arrêt de l'attaque le 18 décembre. Pendant les deux mois qui suivirent, les forces soviétiques restèrent immobiles. Pendant ce temps, les troupes finlandaises ont effectué plusieurs raids de reconnaissance et de guérilla derrière les lignes ennemies. Après la pause de deux mois, l'avance des Soviétiques se poursuivit et les attaques lancées le 25 février obligèrent les troupes finlandaises à se rendre à Nautsi, près du lac Inari,.